# 6 Horas de Monza 2021
Las 6 Horas de Monza de 2021 (oficialmente FIA WEC 6 Hours of Monza) fue la tercera ronda de la temporada 2021 del Campeonato Mundial de Resistencia de la FIA. Se celebró del 16 al 18 de julio de 2021 en el Autodromo Nazionale di Monza, autódromo ubicado en la región de Monza, Italia.
Esta fue la primera prueba en la cual el Glickenhaus Racing presentó en pista sus dos Glickenhaus SCG 007 LMH. El N.º 708 fue pilotado por Pipo Derani, Gustavo Menezes y Olivier Pla, mientras que el N.º 709 fue pilotado por Romain Dumas, Richard Westbrook y Franck Mailleux que reemplaza a Ryan Briscoe que disputó la fecha anterior, las 8 Horas de Portimão.
Esta prueba fue también la primera de la temporada que permitió el ingreso de público al evento, siguiendo todos los controles sanitarios correspondientes, una cantidad menor a los 10.000 espectadores pudieron presenciar el evento.
El automóvil ganador de la prueba fue el Toyota Gazoo Racing N.º 7 pilotado por Mike Conway, Kamui Kobayashi y José María López. Entre los LMP2, el ganador fue el United Autosports USA N.º 22 pilotado por Philip Hanson, Fabio Scherer y Filipe Albuquerque quienes además terminaron la carrera en la tercera posición de la general. En la Copa LMP2 Pro-Am, el ganador fue el Racing Team Nederland N.º 29 que consiguió su segunda victoria de la temporada gracias a Frits van Eerd, Paul-Loup Chatin y Nyck de Vries. 
Entre los GTE, Porsche y Ferrari se repartieron las victorias, en LMGTE-Pro, se impuso el Porsche GT Team N.º 92 pilotado por el francés Kévin Estre y el suizo Neel Jani. Mientras que en LMGTE-AM, el ganador fue el AF Corse N.º 83 pilotado por François Perrodo, Nicklas Nielsen y Alessio Rovera.

## Clasificación
Las pole positions de cada clase están marcadas en negrita.
| Pos. | Categoría | N.° | Escudería                 | Tiempo     | Dif.    | Parrilla |
| ---- | --------- | --- | ------------------------- | ---------- | ------- | -------- |
| 1    | Hypercar  | 7   | Toyota Gazoo Racing       | 1:35.899   | —       | 1        |
| 2    | Hypercar  | 8   | Toyota Gazoo Racing       | 1:35.961   | +0.062  | 2        |
| 3    | Hypercar  | 36  | Alpine Elf Matmut         | 1:36.121   | +0.222  | 3        |
| 4    | Hypercar  | 708 | Glickenhaus Racing        | 1:36.686   | +0.787  | 4        |
| 5    | Hypercar  | 709 | Glickenhaus Racing        | 1:38.323   | +2.424  | 5        |
| 6    | LMP2      | 31  | Team WRT                  | 1:38.527   | +2.628  | 6        |
| 7    | LMP2      | 22  | United Autosports USA     | 1:38.557   | +2.658  | 7        |
| 8    | LMP2      | 21  | DragonSpeed USA           | 1:38.663   | +2.764  | 8        |
| 9    | LMP2      | 29  | Racing Team Nederland     | 1:38.726   | +2.827  | 9        |
| 10   | LMP2      | 82  | Risi Competizione         | 1:38.829   | +2.930  | 10       |
| 11   | LMP2      | 38  | JOTA                      | 1:38.890   | +2.991  | 11       |
| 12   | LMP2      | 70  | Realteam Racing           | 1:39.472   | +3.573  | 12       |
| 13   | LMP2      | 34  | Inter Europol Competition | 1:39.491   | +3.592  | 13       |
| 14   | LMP2      | 1   | Richard Mille Racing Team | 1:39.905   | +4.006  | 14       |
| 15   | LMP2      | 20  | High Class Racing         | 1:40.026   | +4.127  | 15       |
| 16   | LMP2      | 44  | ARC Bratislava            | 1:40.413   | +4.514  | 16       |
| 17   | LMGTE Pro | 92  | Porsche GT Team           | 1:45.412   | +9.513  | 17       |
| 18   | LMGTE Pro | 51  | AF Corse                  | 1:45.477   | +9.578  | 18       |
| 19   | LMGTE Pro | 91  | Porsche GT Team           | 1:45.844   | +9.945  | 19       |
| 20   | LMGTE Pro | 52  | AF Corse                  | 1:46.214   | +10.315 | 20       |
| 21   | LMGTE Am  | 33  | TF Sport                  | 1:47.272   | +11.373 | 21       |
| 22   | LMGTE Am  | 47  | Cetilar Racing            | 1:47.950   | +12.051 | 22       |
| 23   | LMGTE Am  | 56  | Team Project 1            | 1:48.057   | +12.158 | 23       |
| 24   | LMGTE Am  | 61  | AF Corse                  | 1:48.227   | +12.328 | 24       |
| 25   | LMGTE Am  | 54  | AF Corse                  | 1:48.403   | +12.504 | 25       |
| 26   | LMGTE Am  | 85  | Iron Lynx                 | 1:47.437   | +12.538 | 26       |
| 27   | LMGTE Am  | 98  | Aston Martin Racing       | 1:48.457   | +12.558 | 27       |
| 28   | LMGTE Am  | 388 | Rinaldi Racing            | 1:48.700   | +12.801 | 28       |
| 29   | LMGTE Am  | 77  | Dempsey-Proton Racing     | 1:48.766   | +12.867 | 29       |
| 30   | LMGTE Am  | 777 | D'station Racing          | 1:49.128   | +13.229 | 30       |
| 31   | LMGTE Am  | 88  | Dempsey-Proton Racing     | 1:49.211   | +13.312 | 31       |
| 32   | LMGTE Am  | 86  | GR Racing                 | 1:49.244   | +13.345 | 32       |
| 33   | LMGTE Am  | 46  | Team Project 1            | 1:51.051   | +15.152 | 33       |
| 34   | LMP2      | 28  | JOTA                      | Sin tiempo | —       | 34       |
| 35   | LMGTE Am  | 60  | Iron Lynx                 | Sin tiempo | —       | 35       |
| 36   | LMGTE Am  | 83  | AF Corse                  | Sin tiempo | —       | 36       |

Fuente: FIA WEC.

## Carrera
El número mínimo de vueltas para entrar en la clasificación (70% de la distancia de carrera del coche ganador de la general) fue de 142 vueltas. Los ganadores de cada clase se indican en negrita y con una cruz (†).
| Pos. | Categoría   | N.° | Escudería                 | Pilotos                                                  | Chasis                                | Neu. | Vueltas | Tiempo/Retirado |
| Pos. | Categoría   | N.° | Escudería                 | Pilotos                                                  | Motor                                 | Neu. | Vueltas | Tiempo/Retirado |
| ---- | ----------- | --- | ------------------------- | -------------------------------------------------------- | ------------------------------------- | ---- | ------- | --------------- |
| 1    | Hypercar    | 7   | Toyota Gazoo Racing       | Mike Conway Kamui Kobayashi José María López             | Toyota GR010 Hybrid                   | M    | 204     | 6:01:12.290 †   |
| 1    | Hypercar    | 7   | Toyota Gazoo Racing       | Mike Conway Kamui Kobayashi José María López             | Toyota 3.5 L Turbo V6                 | M    | 204     | 6:01:12.290 †   |
| 2    | Hypercar    | 36  | Alpine Elf Matmut         | André Negrão Nicolas Lapierre Matthieu Vaxivière         | Alpine A480                           | M    | 204     | +1:00.908       |
| 2    | Hypercar    | 36  | Alpine Elf Matmut         | André Negrão Nicolas Lapierre Matthieu Vaxivière         | Gibson GL458 4.5 L V8                 | M    | 204     | +1:00.908       |
| 3    | LMP2        | 22  | United Autosports USA     | Philip Hanson Fabio Scherer Filipe Albuquerque           | Oreca 07                              | G    | 200     | +4 vueltas †    |
| 3    | LMP2        | 22  | United Autosports USA     | Philip Hanson Fabio Scherer Filipe Albuquerque           | Gibson GK428 4.2 L V8                 | G    | 200     | +4 vueltas †    |
| 4    | Hypercar    | 709 | Glickenhaus Racing        | Romain Dumas Franck Mailleux Richard Westbrook           | Glickenhaus 007 LMH                   | M    | 200     | +4 vueltas      |
| 4    | Hypercar    | 709 | Glickenhaus Racing        | Romain Dumas Franck Mailleux Richard Westbrook           | Pipo Moteurs 3.5 L Turbo V8           | M    | 200     | +4 vueltas      |
| 5    | LMP2        | 31  | Team WRT                  | Robin Frijns Ferdinand Habsburg Charles Milesi           | Oreca 07                              | G    | 200     | +4 vueltas      |
| 5    | LMP2        | 31  | Team WRT                  | Robin Frijns Ferdinand Habsburg Charles Milesi           | Gibson GK428 4.2 L V8                 | G    | 200     | +4 vueltas      |
| 6    | LMP2 Pro-Am | 29  | Racing Team Nederland     | Frits van Eerd Paul-Loup Chatin Nyck de Vries            | Oreca 07                              | G    | 200     | +4 vueltas †    |
| 6    | LMP2 Pro-Am | 29  | Racing Team Nederland     | Frits van Eerd Paul-Loup Chatin Nyck de Vries            | Gibson GK428 4.2 L V8                 | G    | 200     | +4 vueltas †    |
| 7    | LMP2        | 34  | Inter Europol Competition | Jakub Śmiechowski Renger van der Zande Alex Brundle      | Oreca 07                              | G    | 199     | +5 vueltas      |
| 7    | LMP2        | 34  | Inter Europol Competition | Jakub Śmiechowski Renger van der Zande Alex Brundle      | Gibson GK428 4.2 L V8                 | G    | 199     | +5 vueltas      |
| 8    | LMP2        | 28  | JOTA                      | Sean Gelael Stoffel Vandoorne Tom Blomqvist              | Oreca 07                              | G    | 199     | +5 vueltas      |
| 8    | LMP2        | 28  | JOTA                      | Sean Gelael Stoffel Vandoorne Tom Blomqvist              | Gibson GK428 4.2 L V8                 | G    | 199     | +5 vueltas      |
| 9    | LMP2 Pro-Am | 21  | DragonSpeed USA           | Henrik Hedman Juan Pablo Montoya Ben Hanley              | Oreca 07                              | G    | 199     | +5 vueltas      |
| 9    | LMP2 Pro-Am | 21  | DragonSpeed USA           | Henrik Hedman Juan Pablo Montoya Ben Hanley              | Gibson GK428 4.2 L V8                 | G    | 199     | +5 vueltas      |
| 10   | LMP2 Pro-Am | 70  | Realteam Racing           | Esteban Garcia Loïc Duval Norman Nato                    | Oreca 07                              | G    | 198     | +6 vueltas      |
| 10   | LMP2 Pro-Am | 70  | Realteam Racing           | Esteban Garcia Loïc Duval Norman Nato                    | Gibson GK428 4.2 L V8                 | G    | 198     | +6 vueltas      |
| 11   | LMP2        | 1   | Richard Mille Racing Team | Tatiana Calderón Sophia Flörsch                          | Oreca 07                              | G    | 198     | +6 vueltas      |
| 11   | LMP2        | 1   | Richard Mille Racing Team | Tatiana Calderón Sophia Flörsch                          | Gibson GK428 4.2 L V8                 | G    | 198     | +6 vueltas      |
| 12   | LMP2 Pro-Am | 20  | High Class Racing         | Jan Magnussen Anders Fjordbach Dennis Andersen           | Oreca 07                              | G    | 197     | +7 vueltas      |
| 12   | LMP2 Pro-Am | 20  | High Class Racing         | Jan Magnussen Anders Fjordbach Dennis Andersen           | Gibson GK428 4.2 L V8                 | G    | 197     | +7 vueltas      |
| 13   | LMP2        | 82  | Risi Competizione         | Ryan Cullen Oliver Jarvis Felipe Nasr                    | Oreca 07                              | G    | 196     | +8 vueltas      |
| 13   | LMP2        | 82  | Risi Competizione         | Ryan Cullen Oliver Jarvis Felipe Nasr                    | Gibson GK428 4.2 L V8                 | G    | 196     | +8 vueltas      |
| 14   | LMP2 Pro-Am | 44  | ARC Bratislava            | Miro Konôpka Oliver Webb Matej Konôpka                   | Ligier JS P217                        | G    | 191     | +13 vueltas     |
| 14   | LMP2 Pro-Am | 44  | ARC Bratislava            | Miro Konôpka Oliver Webb Matej Konôpka                   | Gibson GK428 4.2 L V8                 | G    | 191     | +13 vueltas     |
| 15   | LMGTE Pro   | 92  | Porsche GT Team           | Kévin Estre Neel Jani                                    | Porsche 911 RSR-19                    | M    | 190     | +14 vueltas †   |
| 15   | LMGTE Pro   | 92  | Porsche GT Team           | Kévin Estre Neel Jani                                    | Porsche 4.2 L Flat-6                  | M    | 190     | +14 vueltas †   |
| 14   | LMGTE Pro   | 51  | AF Corse                  | Alessandro Pier Guidi James Calado                       | Ferari 488 GTE Evo                    | M    | 190     | +14 vueltas     |
| 14   | LMGTE Pro   | 51  | AF Corse                  | Alessandro Pier Guidi James Calado                       | Ferrari Ferrari F154CB 3.9 L Turbo V8 | M    | 190     | +14 vueltas     |
| 17   | LMGTE Pro   | 91  | Porsche GT Team           | Gianmaria Bruni Richard Lietz                            | Porsche 911 RSR-19                    | M    | 190     | +14 vueltas     |
| 17   | LMGTE Pro   | 91  | Porsche GT Team           | Gianmaria Bruni Richard Lietz                            | Porsche 4.2 L Flat-6                  | M    | 190     | +14 vueltas     |
| 18   | LMGTE Pro   | 52  | AF Corse                  | Daniel Serra Miguel Molina                               | Ferari 488 GTE Evo                    | M    | 190     | +14 vueltas     |
| 18   | LMGTE Pro   | 52  | AF Corse                  | Daniel Serra Miguel Molina                               | Ferrari Ferrari F154CB 3.9 L Turbo V8 | M    | 190     | +14 vueltas     |
| 19   | LMGTE Am    | 83  | AF Corse                  | François Perrodo Nicklas Nielsen Alessio Rovera          | Ferrari 488 GTE Evo                   | M    | 187     | +17 vueltas †   |
| 19   | LMGTE Am    | 83  | AF Corse                  | François Perrodo Nicklas Nielsen Alessio Rovera          | Ferrari Ferrari F154CB 3.9 L Turbo V8 | M    | 187     | +17 vueltas †   |
| 20   | LMGTE Am    | 98  | Aston Martin Racing       | Paul Dalla Lana Augusto Farfus Marcos Gomes              | Aston Martin Vantage AMR              | M    | 187     | +17 vueltas     |
| 20   | LMGTE Am    | 98  | Aston Martin Racing       | Paul Dalla Lana Augusto Farfus Marcos Gomes              | Aston Martin 4.0 L Turbo V8           | M    | 187     | +17 vueltas     |
| 21   | LMGTE Am    | 777 | D'station Racing          | Satoshi Hoshino Tomonobu Fujii Andrew Watson             | Aston Martin Vantage AMR              | M    | 187     | +17 vueltas     |
| 21   | LMGTE Am    | 777 | D'station Racing          | Satoshi Hoshino Tomonobu Fujii Andrew Watson             | Aston Martin 4.0 L Turbo V8           | M    | 187     | +17 vueltas     |
| 22   | LMGTE Am    | 56  | Team Project 1            | Egidio Perfetti Matteo Cairoli Riccardo Pera             | Porsche 911 RSR-19                    | M    | 187     | +17 vueltas     |
| 22   | LMGTE Am    | 56  | Team Project 1            | Egidio Perfetti Matteo Cairoli Riccardo Pera             | Porsche 4.2 L Flat-6                  | M    | 187     | +17 vueltas     |
| 23   | LMGTE Am    | 77  | Dempsey-Proton Racing     | Christian Ried Jaxon Evans Matt Campbell                 | Porsche 911 RSR-19                    | M    | 186     | +18 vueltas     |
| 23   | LMGTE Am    | 77  | Dempsey-Proton Racing     | Christian Ried Jaxon Evans Matt Campbell                 | Porsche 4.2 L Flat-6                  | M    | 186     | +18 vueltas     |
| 24   | LMGTE Am    | 88  | Dempsey-Proton Racing     | Andrew Haryanto Marco Seefried Alessio Picariello        | Porsche 911 RSR-19                    | M    | 186     | +18 vueltas     |
| 24   | LMGTE Am    | 88  | Dempsey-Proton Racing     | Andrew Haryanto Marco Seefried Alessio Picariello        | Porsche 4.2 L Flat-6                  | M    | 186     | +18 vueltas     |
| 25   | LMGTE Am    | 54  | AF Corse                  | Thomas Flohr Francesco Castellacci Giancarlo Fisichella  | Ferrari 488 GTE Evo                   | M    | 186     | +18 vueltas     |
| 25   | LMGTE Am    | 54  | AF Corse                  | Thomas Flohr Francesco Castellacci Giancarlo Fisichella  | Ferrari Ferrari F154CB 3.9 L Turbo V8 | M    | 186     | +18 vueltas     |
| 26   | LMGTE Am    | 85  | Iron Lynx                 | Rahel Frey Michelle Gatting Sarah Bovy                   | Ferrari 488 GTE Evo                   | M    | 185     | +19 vueltas     |
| 26   | LMGTE Am    | 85  | Iron Lynx                 | Rahel Frey Michelle Gatting Sarah Bovy                   | Ferrari Ferrari F154CB 3.9 L Turbo V8 | M    | 185     | +19 vueltas     |
| 27   | LMGTE Am    | 86  | GR Racing                 | Michael Wainwright Ben Barker Tom Gamble                 | Porsche 911 RSR-19                    | M    | 185     | +19 vueltas     |
| 27   | LMGTE Am    | 86  | GR Racing                 | Michael Wainwright Ben Barker Tom Gamble                 | Porsche 4.2 L Flat-6                  | M    | 185     | +19 vueltas     |
| 28   | LMGTE Am    | 61  | AF Corse                  | Christoph Ulrich Simon Mann Toni Vilander                | Ferrari 488 GTE Evo                   | M    | 185     | +19 vueltas     |
| 28   | LMGTE Am    | 61  | AF Corse                  | Christoph Ulrich Simon Mann Toni Vilander                | Ferrari Ferrari F154CB 3.9 L Turbo V8 | M    | 185     | +19 vueltas     |
| 29   | LMGTE Am    | 47  | Cetliar Racing            | Roberto Lacorte Giorgio Sernagiotto Antonio Fuoco        | Ferrari 488 GTE Evo                   | M    | 184     | +20 vueltas     |
| 29   | LMGTE Am    | 47  | Cetliar Racing            | Roberto Lacorte Giorgio Sernagiotto Antonio Fuoco        | Ferrari Ferrari F154CB 3.9 L Turbo V8 | M    | 184     | +20 vueltas     |
| 30   | LMGTE Am    | 46  | Team Project 1            | Dennis Olsen Anders Buchardt Maxwell Root                | Porsche 911 RSR-19                    | M    | 183     | +21 vueltas     |
| 30   | LMGTE Am    | 46  | Team Project 1            | Dennis Olsen Anders Buchardt Maxwell Root                | Porsche 4.2 L Flat-6                  | M    | 183     | +21 vueltas     |
| 31   | LMGTE Am    | 388 | Rinaldi Racing            | Pierre Ehret Christian Hook Jeroen Bleekemolen           | Ferrari 488 GTE Evo                   | M    | 182     | +22 vueltas     |
| 31   | LMGTE Am    | 388 | Rinaldi Racing            | Pierre Ehret Christian Hook Jeroen Bleekemolen           | Ferrari Ferrari F154CB 3.9 L Turbo V8 | M    | 182     | +22 vueltas     |
| 32   | LMGTE Am    | 33  | TF Sport                  | Ben Keating Dylan Pereira Felipe Fraga                   | Aston Martin Vantage AMR              | M    | 175     | +29 vueltas     |
| 32   | LMGTE Am    | 33  | TF Sport                  | Ben Keating Dylan Pereira Felipe Fraga                   | Aston Martin 4.0 L Turbo V8           | M    | 175     | +29 vueltas     |
| 33   | Hypercar    | 8   | Toyota Gazoo Racing       | Sébastien Buemi Kazuki Nakajima Brendon Hartley          | Toyota GR010 Hybrid                   | M    | 161     | +43 vueltas     |
| 33   | Hypercar    | 8   | Toyota Gazoo Racing       | Sébastien Buemi Kazuki Nakajima Brendon Hartley          | Toyota 3.5 L Turbo V6                 | M    | 161     | +43 vueltas     |
| NC   | LMP2        | 38  | JOTA                      | Roberto González António Félix da Costa Anthony Davidson | Oreca 07                              | G    | 112     | No clasificado  |
| NC   | LMP2        | 38  | JOTA                      | Roberto González António Félix da Costa Anthony Davidson | Gibson GK428 4.2 L V8                 | G    | 112     | No clasificado  |
| DNF  | Hypercar    | 708 | Glickenhaus Racing        | Pipo Derani Gustavo Menezes Olivier Pla                  | Glickenhaus 007 LMH                   | M    | 90      | Retirado        |
| DNF  | Hypercar    | 708 | Glickenhaus Racing        | Pipo Derani Gustavo Menezes Olivier Pla                  | Pipo Moteurs 3.5 L Turbo V8           | M    | 90      | Retirado        |
| DNF  | LMGTE Am    | 60  | Iron Lynx                 | Claudi Schiavoni Andrea Piccini Matteo Cressoni          | Ferrari 488 GTE Evo                   | M    | 37      | Retirado        |
| DNF  | LMGTE Am    | 60  | Iron Lynx                 | Claudi Schiavoni Andrea Piccini Matteo Cressoni          | Ferrari Ferrari F154CB 3.9 L Turbo V8 | M    | 37      | Retirado        |

Fuente: FIA WEC.